# Tobias Salquist
Tobias Salquist (Ikast, 18 maggio 1995) è un calciatore danese, difensore del Nordsjælland.